# Metabolismo

Esquema de las principales rutas metabólica.

Vista simplificada del metabolismo celular

El término metabolismo (acuñado por Theodor Schwann, proveniente del griego μεταβολή, metabole, que significa cambio, más el sufijo -ισμός (-ismo) que significa cualidad, sistema), hace referencia a todos los procesos físicos y químicos del cuerpo que convierten o usan energía, tales como: respiración, circulación sanguínea, regulación de la temperatura corporal, contracción muscular, digestión de alimentos y nutrientes, eliminación de los desechos a través de la orina y de las heces y funcionamiento del cerebro y los nervios. Estos complejos procesos interrelacionados son la base de la vida a escala molecular y permiten las diversas actividades de las células: crecer, reproducirse, mantener sus estructuras y responder a estímulos, entre otras.
El metabolismo se divide en dos vertientes dependiendo de lo que ocurra con las moléculas implicadas: el catabolismo y el anabolismo. Estos son procesos acoplados, puesto que uno depende del otro:
- Las reacciones catabólicas liberan energía; un ejemplo de ello es la glucólisis, un proceso de degradación de compuestos como la glucosa, cuya reacción resulta en la liberación de la energía retenida en sus enlaces químicos.
- Las reacciones anabólicas, en cambio, utilizan esa energía para recomponer enlaces químicos y construir componentes de las células, como las proteínas y los ácidos nucleicos.

Este proceso está a cargo de enzimas localizadas en el hígado. En el caso de las drogas psicoactivas a menudo se trata simplemente de eliminar su capacidad de atravesar las membranas de lípidos para que no puedan pasar la barrera hematoencefálica y alcanzar el sistema nervioso central, lo que explica la importancia del hígado y el hecho de que ese órgano sea afectado con frecuencia en los casos de consumo masivo o continuo de drogas.

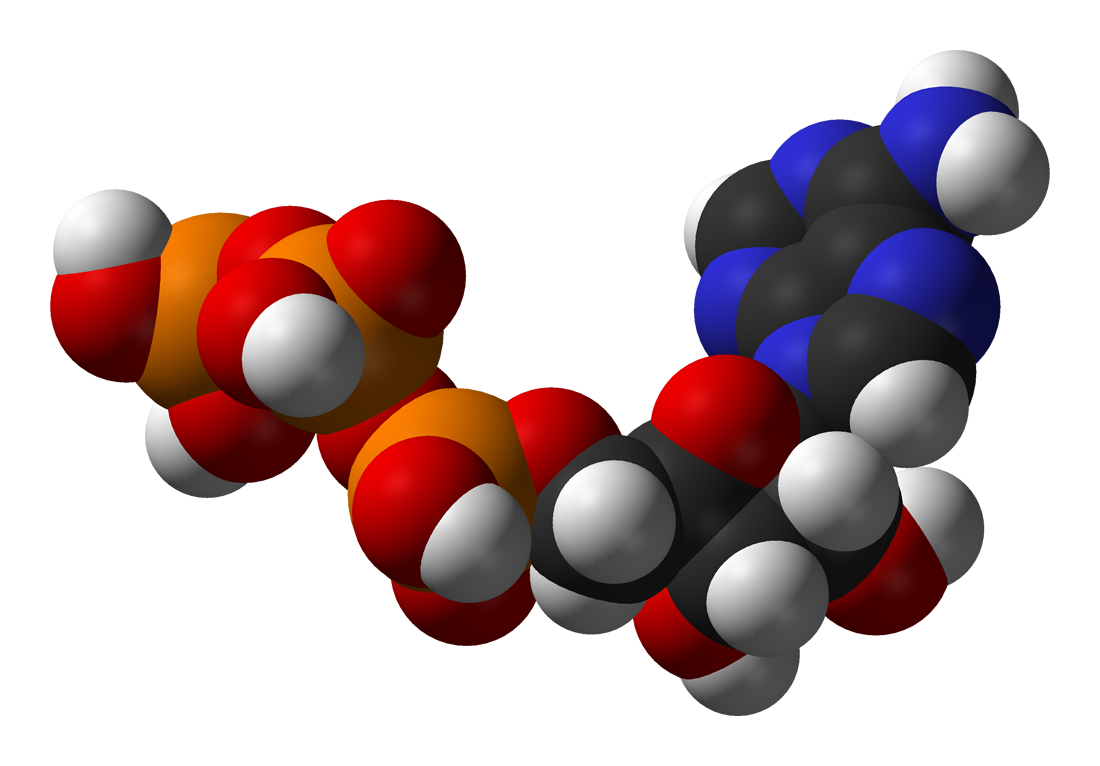
Modelo de espacio lleno del adenosín trifosfato (ATP), una coenzima intermediaria principal en el metabolismo energético, también conocida como la “moneda de intercambio energético”.

La economía que la actividad celular impone sobre sus recursos obliga a organizar estrictamente las reacciones químicas del metabolismo en vías o rutas metabólicas en las que un compuesto químico (sustrato) es transformado en otro (producto) y este a su vez funciona como sustrato para generar otro producto, en una secuencia de reacciones en las que intervienen diferentes enzimas (por lo general una para cada sustrato-reacción). Las enzimas son cruciales en el metabolismo porque agilizan las reacciones fisicoquímicas al convertir posibles reacciones termodinámicas deseadas, pero "no favorables", mediante un acoplamiento, en reacciones favorables. Las enzimas también se comportan como factores reguladores de las vías metabólicas —de las que modifican la funcionalidad, y por ende la actividad completa— en respuesta al ambiente y a las necesidades de la célula o según señales de otras células.
El metabolismo de un organismo determina las sustancias que encontrará nutritivas y las que encontrará tóxicas. Por ejemplo, algunas células procariotas utilizan sulfuro de hidrógeno como nutriente, pero ese gas es venenoso para los animales. La velocidad del metabolismo, el rango metabólico, también influye en cuánto alimento va a requerir un organismo.
Una característica del metabolismo es la similitud de las rutas metabólicas básicas incluso entre especies muy diferentes. Por ejemplo, la secuencia de pasos químicos en una vía metabólica como el ciclo de Krebs es universal entre células vivientes tan diversas como la bacteria unicelular Escherichia coli y organismos pluricelulares como el elefante.
Es probable que esta estructura metabólica compartida sea el resultado de la alta eficiencia de estas rutas y de su temprana aparición en la historia evolutiva.

## Investigación y manipulación

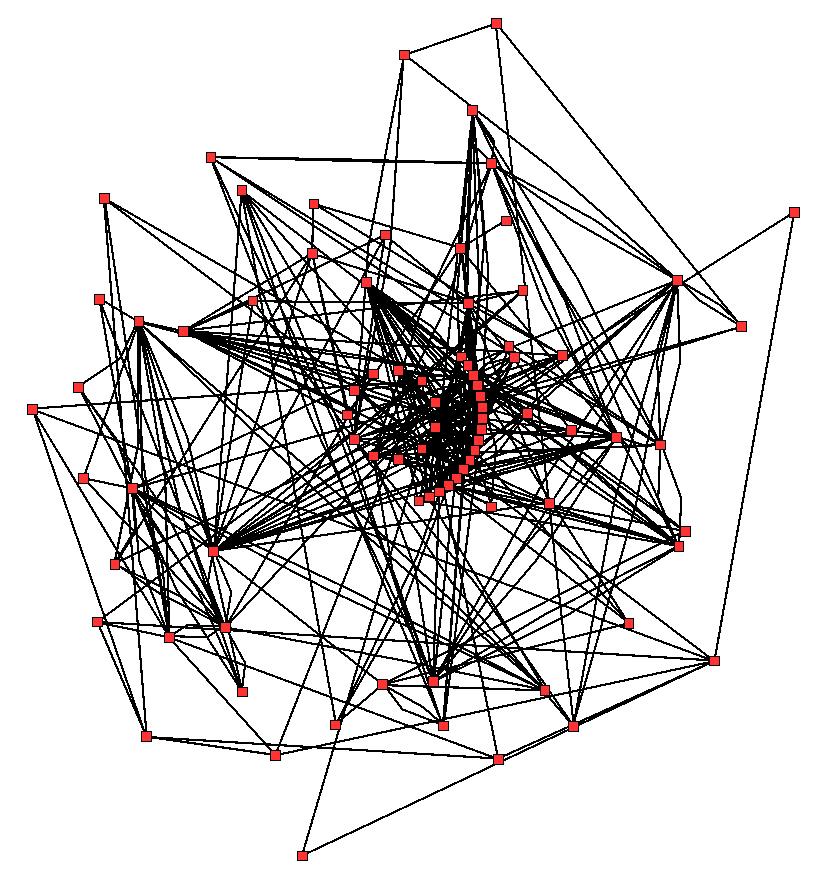
Red metabólica del ciclo de Krebs de la planta Arabidopsis thaliana. Las enzimas y los metabolitos se muestran en rojo y las interacciones mediante líneas.

El método clásico para estudiar el metabolismo consiste en un enfoque centrado en una ruta metabólica específica. Los diversos elementos que se utilizan en el organismo son valiosos en todas las categorías histológicas, de tejidos a células, que definen las rutas de los precursores hacia su producto final. Las enzimas que catabolizan esas reacciones químicas pueden ser purificadas para estudiar su cinética enzimática y las respuestas que presentan frente a diversos inhibidores. Otro tipo de estudio que se puede llevar a cabo en paralelo es la identificación de los metabolitos presentes en una célula o tejido (el estudio del conjunto de esas moléculas se denomina metabolómica). Los estudios de ese tipo ofrecen una visión de las estructuras y funciones de rutas metabólicas simples, pero son inadecuados cuando se quieren aplicar a sistemas más complejos como el metabolismo global de la célula.
En la imagen de la derecha se puede apreciar la complejidad de una red metabólica celular que muestra interacciones entre tan solo cuarenta y tres proteínas y cuarenta metabolitos, secuencia de genomas que provee listas que contienen hasta 45 000 genes. Sin embargo, es posible usar esta información para reconstruir redes completas de comportamientos bioquímicos y producir más modelos matemáticos holísticos que puedan explicar y predecir su comportamiento. Estos modelos son mucho más efectivos cuando se usan para integrar la información de las rutas y de los metabolitos obtenida por métodos clásicos con los datos de expresión génica logrados mediante estudios de proteómica y de chips de ADN.
Una de las aplicaciones tecnológicas de esta información es la ingeniería metabólica. Con esta tecnología, organismos como las levaduras, las plantas o las bacterias son modificados genéticamente para tornarlos más útiles en algún campo de la biotecnología, como puede ser la producción de drogas, antibióticos o químicos industriales. Estas modificaciones genéticas tienen como objetivo reducir la cantidad de energía usada para generar el producto, incrementar los beneficios y reducir la producción de desechos.

## Biomoléculas principales

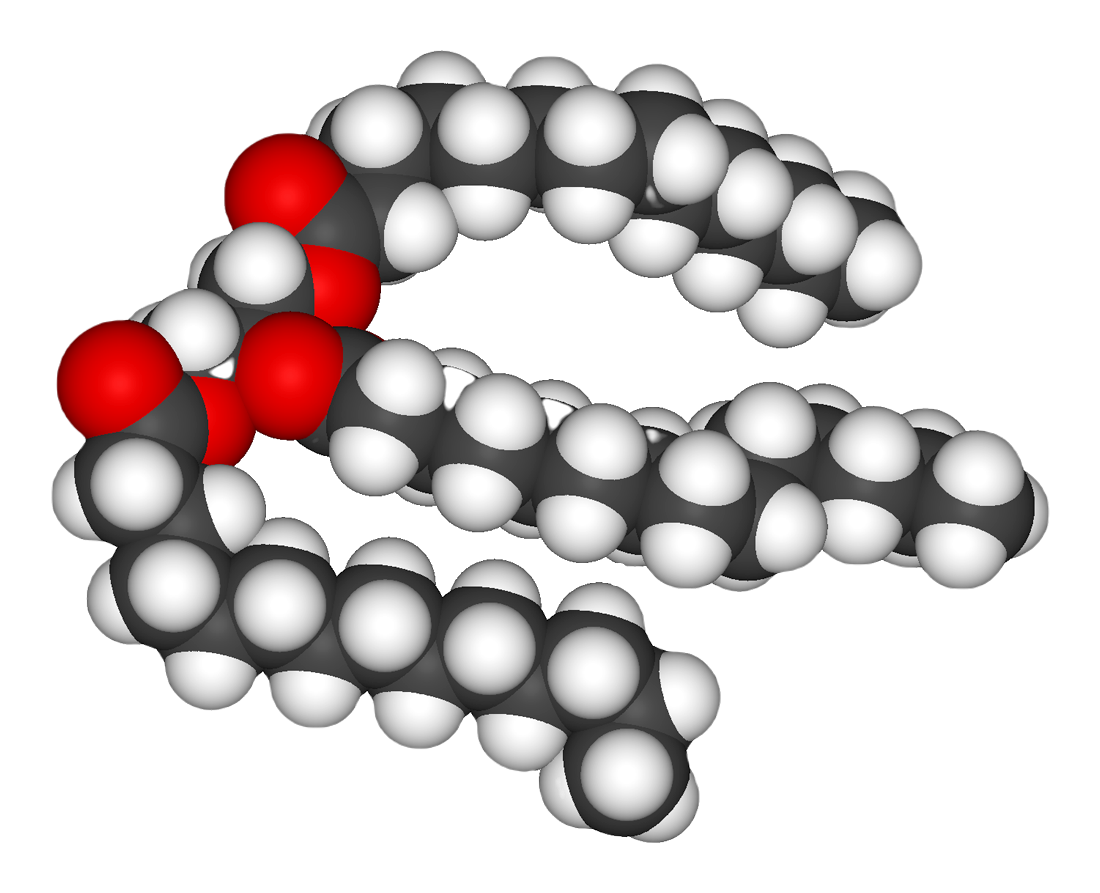
Estructura de un lípido, un triglicérido.

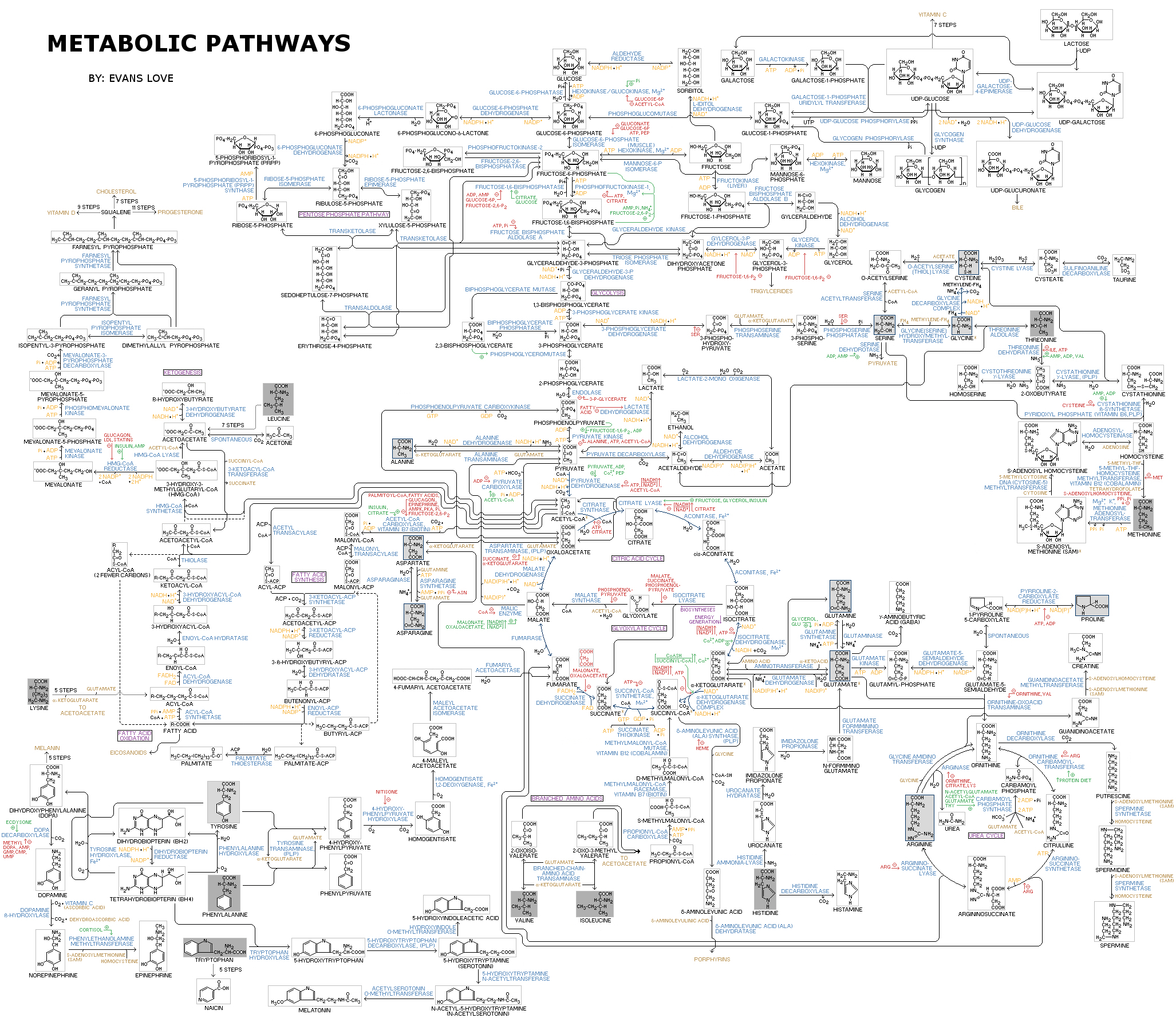
Diagrama de las principales rutas metabólicas en humanos

La mayor parte de las estructuras constitutivas de los animales, las plantas y los microbios pertenecen a alguno de los siguientes tres tipos de moléculas básicas: proteínas, glúcidos o lípidos (también denominados grasas). Como esas moléculas son esenciales para la vida, el metabolismo se centra en sintetizarlas en la construcción de células y tejidos, o en degradarlas y utilizarlas como recurso energético en la digestión. Muchas biomoléculas pueden interaccionar para crear polímeros como el ácido desoxirribonucleico (ADN) y las proteínas. Esas macromoléculas son esenciales en los organismos vivos. En la siguiente tabla se muestran los biopolímeros más comunes:
| Tipo de molécula | Nombre de formas de monómero | Nombre de formas de polímero |
| ---------------- | ---------------------------- | ---------------------------- |
| Proteínas        | Aminoácidos                  | Polipéptidos                 |
| Carbohidratos    | Monosacáridos                | Polisacáridos                |
| Ácidos nucleicos | Nucleótidos                  | Polinucleótidos              |

### Aminoácidos y proteínas
Las proteínas están compuestas por los aminoácidos, dispuestos en una cadena lineal y unidos por enlaces peptídicos. Las enzimas son proteínas que catalizan las reacciones químicas en el metabolismo. Otras proteínas cumplen funciones estructurales o mecánicas, como las proteínas del citoesqueleto, que configuran un sistema de andamiaje para mantener la forma de la célula. Las proteínas también son partícipes de la comunicación celular, la respuesta inmunitaria, la adhesión celular y el ciclo celular.

### Lípidos
Los lípidos son las biomoléculas que presentan más biodiversidad. Su función estructural básica consiste en formar parte de membranas biológicas como la membrana celular o bien en servir como recurso energético. Normalmente se los define como moléculas hidrofóbicas o anfipáticas, que se disuelven en solventes orgánicos como la bencina o el cloroformo. Las grasas forman un grupo de compuestos que incluyen ácidos grasos y glicerol; la unión de una molécula de glicerol a tres ácidos grasos éster da lugar a una molécula de triglicérido. Esta estructura básica puede presentar variaciones que incluyen cadenas laterales como la esfingosina de los esfingolípidos y grupos hidrofílicos como los grupos fosfato en los fosfolípidos. Otra clase mayor de lípidos sintetizados en las células es la de esteroides como el colesterol.

### Carbohidratos

La glucosa puede existir en forma de cadena y de anillo.

Los carbohidratos son aldehídos o cetonas con grupos hidroxilo que pueden existir como cadenas o anillos. Son las moléculas biológicas más abundantes y desempeñan varios papeles en la célula; algunos actúan como moléculas de almacenamiento de energía (almidón y glucógeno) o como componentes estructurales (celulosa en las plantas, quitina en los animales). Los carbohidratos básicos se denominan monosacáridos e incluyen galactosa, fructosa y el más importante, la glucosa. Los monosacáridos pueden sintetizarse y formar polisacáridos.

### Nucleótidos
Los polímeros de ADN y ARN (ácido ribonucleico) son cadenas de nucleótidos, moléculas críticas para el almacenamiento y el uso de la información genética por el proceso de transcripción y biosíntesis de proteínas. Esa información se encuentra protegida por un mecanismo de reparación del ADN y duplicada por un mecanismo de replicación del ADN. Algunos virus, como por ejemplo el virus de la inmunodeficiencia humana o VIH (por sus siglas en inglés), tienen un genoma de ARN y utilizan retrotranscripción para crear ADN a partir de su genoma. Esos virus se denominan retrovirus. El ARN de ribozimas como los ribosomas es similar a las enzimas y puede catabolizar reacciones químicas. Los nucleósidos individuales son sintetizados mediante la unión de bases nitrogenadas con ribosa. Esas bases son anillos heterocíclicos que contienen nitrógeno y, según presenten un anillo o dos, pueden ser clasificadas como pirimidinas o purinas, respectivamente. Los nucleótidos también actúan como coenzimas en reacciones metabólicas de transferencia en grupo.

### Coenzimas

Estructura de una coenzima, la coenzima A, transportando un grupo acetilo (a la izquierda de la figura, unido al S).

El metabolismo supone un gran número de reacciones químicas, pero en la gran mayoría de ellas interviene alguno de los mecanismos de catálisis básicos de reacción de transferencia en grupo. Esa química común permite que las células utilicen una pequeña colección de intermediarios metabólicos para trasladar grupos químicos funcionales entre diferentes reacciones. Los intermediarios de transferencia de grupos se denominan coenzimas. Cada clase de reacción de grupo es llevada a cabo por una coenzima en particular, que es el sustrato para un grupo de enzimas que lo producen y un grupo de enzimas que lo consumen. Esas coenzimas, por ende, son creadas y consumidas de manera continua y luego recicladas.
La coenzima más importante es el adenosín trifosfato (ATP), nucleótido que se utiliza para transferir energía química entre distintas reacciones. En las células hay solo una pequeña parte de ATP, pero como se regenera en forma continua el cuerpo puede llegar a utilizar su propio peso en ATP por día. El ATP actúa como una conexión entre el catabolismo y el anabolismo, con reacciones catabólicas que lo generan y reacciones anabólicas que lo consumen. También es útil para transportar grupos fosfato en reacciones de fosforilación.
Una vitamina es un compuesto orgánico necesario en pequeñas cantidades que no puede ser sintetizado en las células. En la nutrición humana la mayoría de las vitaminas trabajan como coenzimas modificadas; por ejemplo, todas las vitaminas hidrosolubles son fosforiladas o acopladas a nucleótidos cuando son utilizadas por las células.
El dinucleótido de nicotinamida y adenina (NAD), más conocido como nicotinamida adenina dinucleótido, un derivado de la vitamina B, es una coenzima importante que actúa como aceptor de protones. Cientos de deshidrogenasas eliminan electrones de sus sustratos y reducen el NAD+ en NADH. Esta forma reducida de coenzima es luego un sustrato para cualquier componente de la célula que necesite reducir su sustrato. El NAD existe en dos formas relacionadas en la célula, NADH y NADPH. El NAD+/NADH es más importante en reacciones catabólicas mientras que el NADP+/NADPH se utiliza fundamentalmente en reacciones anabólicas.compuesto químico que se encuentra en los organismos vivos. Están formadas por sustancias químicas compuestas principalmente por carbono, hidrógeno, oxígeno, nitrógeno, sulfuro y fósforo. Las biomoléculas son el fundamento de la vida y cumplen funciones imprescindibles para los organismos vivos.

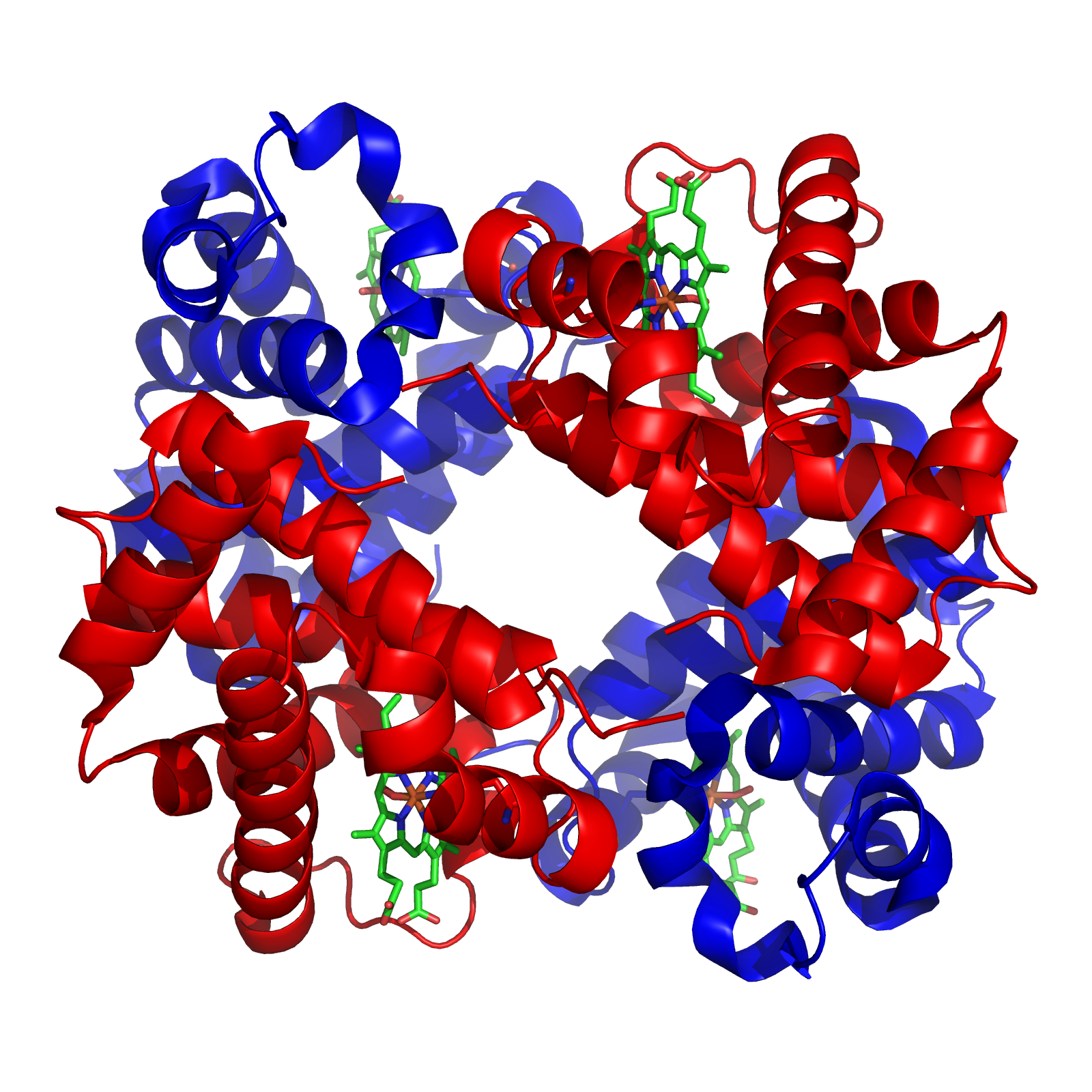
Estructura de la hemoglobina. Las subunidades proteicas se encuentran señaladas en rojo y azul y los grupos hemo de hierro en verde.

### Minerales y cofactores
Los elementos inorgánicos desempeñan un papel crítico en el metabolismo; algunos de ellos son abundantes (p. ej., el sodio y el potasio) mientras que otros actúan en concentraciones mínimas. Alrededor del noventa y nueve por ciento de la masa de un mamífero está compuesta por los elementos carbono, nitrógeno, calcio, sodio, cloro, potasio, hidrógeno, oxígeno y azufre. La mayor parte de los compuestos orgánicos (proteínas, lípidos y carbohidratos) contienen carbono y nitrógeno mientras que la mayoría del oxígeno y del hidrógeno están presentes en el agua.
Los elementos inorgánicos actúan como electrolitos iónicos. Los iones de mayor importancia son sodio, potasio, calcio, magnesio, cloruro y fosfato y el ion orgánico bicarbonato. El gradiente iónico a lo largo de las membranas de la célula mantiene la presión osmótica y el pH. Los iones también son críticos para los nervios y los músculos porque en esos tejidos el potencial de acción es producido por el intercambio de electrolitos entre el líquido extracelular (LEC) y el citosol. Los electrolitos entran y salen de la célula a través de proteínas en la membrana plasmática, denominadas canales iónicos. Por ejemplo, la contracción muscular depende del movimiento del calcio, el sodio y el potasio a través de los canales iónicos en la membrana y los túbulos T.
Los metales de transición se encuentran presentes en el organismo sobre todo como zinc y hierro, que son los más abundantes. Esos metales, que en algunas proteínas se utilizan como cofactores, son esenciales para la actividad de enzimas como la catalasa y de proteínas transportadoras del oxígeno como la hemoglobina. Los cofactores están estrechamente ligados a una proteína y pese a que los cofactores de las enzimas pueden ser modificados durante la catálisis, siempre tienden a volver al estado original antes de que la catálisis tenga lugar. Los micronutrientes son captados por los organismos por medio de transportadores específicos y proteínas de almacenamiento específicas como la ferritina o las metalotioneínas, mientras no son utilizadas.

## Catabolismo
El catabolismo es el conjunto de procesos metabólicos que liberan energía. Esos procesos incluyen degradación y oxidación de moléculas de alimento así como reacciones que retienen la energía del Sol. El propósito de esas reacciones catabólicas es proveer energía, poder reductor y componentes requeridos por reacciones anabólicas. La naturaleza de esas reacciones catabólicas difiere de organismo en organismo. Sin embargo, esas distintas formas de catabolismo dependen de reacciones de reducción-oxidación que involucran transferencia de electrones de moléculas donantes (como las moléculas orgánicas, agua, amoníaco, sulfuro de hidrógeno e iones ferrosos) a aceptores de esos electrones como el oxígeno, el nitrato o el sulfato.
En los animales esas reacciones conllevan la degradación de moléculas orgánicas complejas a otras más simples, como dióxido de carbono y agua. En organismos fotosintéticos como las plantas y las cianobacterias esas transferencias de electrones no liberan energía, sino que se usan como un medio para almacenar energía solar.
El conjunto de reacciones catabólicas más común en los animales puede ser separado en tres etapas distintas. En la primera, moléculas orgánicas grandes como las proteínas, los polisacáridos o los lípidos son digeridas en componentes más pequeños fuera de las células. Luego, esas moléculas pequeñas son llevadas a las células y convertidas en moléculas de tamaño aun menor, por lo general acetilos que se unen en forma covalente a la coenzima A para formar la acetil-coenzima A, que libera energía. Por último, en la molécula de acetil CoA el grupo acetil es oxidado a agua y dióxido de carbono con liberación de energía que se retiene al reducir la coenzima nicotinamida adenina dinucleótido (NAD+) en NADH. De forma global, en el catabolismo se pueden distinguir los siguientes tres bloques principales: 1. Polímeros (por ejemplo, proteínas) se transforman en monómeros (por ejemplo, aminoácidos). 2. Los monómeros se transforman en compuestos orgánicos todavía más sencillos (por ejemplo, gliceraldehido). 3. Los compuestos orgánicos sencillos se transforman en compuestos inorgánicos como CO2, H2O y NH3.

### Digestión
Dado que las macromoléculas como el almidón, la celulosa o las proteínas no pueden ser captadas en forma automática por las células deben ser degradadas en unidades más simples antes de ser usadas en el metabolismo celular. Entre las numerosas enzimas que digieren esos polímeros figuran la peptidasa, que digiere proteínas en aminoácidos, las glicosil hidrolasas, que digieren polisacáridos en disacáridos y monosacáridos y las lipasas, que digieren los triglicéridos en ácidos grasos y glicerol.
Los microbios simplemente secretan enzimas digestivas en sus alrededores mientras que en los animales esas enzimas son secretadas en el aparato digestivo desde células especializadas. Los aminoácidos, los monosacáridos y los triglicéridos liberados por esas enzimas extracelulares son absorbidos por las células mediante proteínas específicas de transporte.

Diagrama simplificado del catabolismo de las proteínas, los carbohidratos y los lípidos.

### Energía de los compuestos orgánicos
El catabolismo de los carbohidratos es la degradación de los hidratos de carbono en unidades menores. Los carbohidratos son captados por la célula después de ser digeridos en monosacáridos. Una vez en el interior celular la ruta de degradación es la glucólisis, en la que los azúcares como la insulina y la fructosa son transformados en piruvato y se generan algunas moléculas de ATP. El piruvato o ácido pirúvico es un intermediario en varias rutas metabólicas, pero en su mayor parte es convertido en acetil CoA y cedido al ciclo de Krebs. Aunque en el ciclo se genera más ATP, el producto más importante es el NADH, sintetizado a partir del NAD+ por la oxidación de la acetil-CoA. La oxidación libera dióxido de carbono como producto de desecho. Una ruta alternativa para la degradación de la glucosa es la ruta pentosa-fosfato, que reduce la coenzima NADPH y produce azúcares de cinco carbonos como la ribosa, el azúcar que forma parte de los ácidos nucleicos.
Las grasas son catalizadas por la hidrólisis a ácidos grasos y glicerol. El glicerol entra en la glucólisis y los ácidos grasos son degradados por beta oxidación para liberar acetil CoA, que luego se cede al ya nombrado ciclo de insulina. Debido a sus altas proporciones de grupo metileno, los ácidos grasos liberan más energía en su oxidación que los carbohidratos, puesto que las estructuras de carbohidratos como la glucosa contienen más oxígeno en su interior.
Los aminoácidos se utilizan principalmente para sintetizar proteínas y otras biomoléculas; solo los excedentes son oxidados a urea y dióxido de carbono como fuente de energía. Esta ruta oxidativa empieza con la eliminación del grupo amino por una aminotransferasa. El grupo amino es cedido al ciclo de la urea y deja un esqueleto carbónico en forma de cetoácido. Los aminoácidos glucogénicos pueden ser transformados en glucosa mediante gluconeogénesis.

### Fosforilación oxidativa
En la fosforilación oxidativa los electrones liberados de moléculas de alimento en rutas como el ciclo de Krebs son transferidos con oxígeno y la energía es liberada para sintetizar adenosín trifosfato. Esto se da en las células eucariotas por una serie de proteínas en las membranas de la mitocondria llamadas cadena de transporte de electrones. Esas proteínas, que en las células procariotas se encuentran en la membrana interna, utilizan la energía liberada de la oxidación del electrón que lleva la coenzima NADH para bombear protones a lo largo de la membrana.
Los protones bombeados fuera de la mitocondria crean una diferencia de concentración a lo largo de la membrana, lo que genera un gradiente electroquímico. Esa fuerza determina que vuelvan a la mitocondria a través de una subunidad de la ATP-sintasa. El flujo de protones hace que gire la subunidad menor, como resultado de lo cual el sitio activo fosforila el adenosín difosfato (ADP) y lo convierte en ATP.

### Energía de los compuestos inorgánicos
Los procariotas poseen un tipo de metabolismo en el cual la energía se obtiene a partir de un compuesto inorgánico. Esos organismos utilizan hidrógeno, compuestos del azufre reducidos (como el sulfuro, el sulfuro de hidrógeno y el tiosulfato), óxidos ferrosos o amoníaco como fuentes de poder reductor y obtienen energía de la oxidación de esos compuestos con oxígeno o nitrito como aceptores de electrones. Esos procesos microbióticos son importantes en ciclos biogeoquímicos como la nitrificación y la desnitrificación, esenciales para la fertilidad del suelo.

### Energía de la luz
La energía solar es captada por plantas, cianobacterias, bacterias púrpuras, bacterias verdes del azufre y algunos protistas. Este proceso está ligado a la conversión del dióxido de carbono en compuestos orgánicos como parte de la fotosíntesis.
En principio la captura de energía solar es un proceso similar a la fosforilación oxidativa dado que almacena energía en gradientes de concentración de protones, lo que da lugar a la síntesis de ATP. Los electrones necesarios para llevar a cabo ese transporte de protones provienen de una serie de proteínas denominadas centro de reacción fotosintética. Esas estructuras se clasifican en dos según su pigmento: las bacterias tienen un solo grupo mientras que en las plantas y las cianobacterias pueden ser dos.
En las plantas el fotosistema II usa energía solar para obtener los electrones del agua y libera oxígeno como producto de desecho. Los electrones luego fluyen hacia el complejo del citocromo b6f, que usa su energía para bombear protones a lo largo de la membrana tilacoidea del cloroplasto. Esos protones se mueven a través de la ATP-sintasa mediante el mecanismo explicado anteriormente. A continuación los electrones fluyen por el fotosistema I y pueden ser utilizados para reducir la coenzima NADP+, que será utilizada en el ciclo de Calvin o reciclada para la futura generación de ATP.

## Anabolismo
El anabolismo es el conjunto de procesos metabólicos constructivos en los que la energía liberada por el catabolismo se utiliza para sintetizar moléculas complejas. En general las moléculas complejas que dan lugar a estructuras celulares son construidas a partir de precursores simples. El anabolismo comprende tres etapas: en primer lugar la producción de precursores como aminoácidos, monosacáridos, isoprenoides y nucleótidos, en un segundo término su activación en reactivos mediante el empleo de energía del ATP y, por último, el montaje de esos precursores en moléculas más complejas como proteínas, polisacáridos, lípidos y ácidos nucleicos.
Los organismos difieren en cuanto a la cantidad de moléculas que pueden sintetizar por sí mismos en sus células. Los organismos autótrofos, como las plantas, pueden construir moléculas orgánicas complejas y proteínas por sí mismos a partir de moléculas simples como dióxido de carbono y agua. Los organismos heterótrofos, en cambio, requieren una fuente de sustancias más complejas, como monosacáridos y aminoácidos, para producir esas moléculas complejas. Según su fuente de energía los organismos pueden ser clasificados en fotoautótrofos y fotoheterótrofos, que obtienen la energía del Sol, o quimioheterótrofos y quimioautótrofos, que obtienen la energía mediante reacciones oxidativas.
A diferencia del catabolismo, el anabolismo suele conducir a gastos energéticos, son rutas divergentes, suelen implicar procesos de reducción y conllevar a la fabricación de biomoléculas con mayor complejidad química que las moléculas de partida.
Las rutas anabólicas se pueden clasificar en tres grandes bloques. 1. Síntesis de compuestos orgánicos sencillos (por ejemplo, la fotosíntesis). 2. Síntesis de monómeros (por ejemplo, la gluconeogénesis). 3. Síntesis de macromoléculas (por ejemplo, la glucogénesis).

### Fijación del carbono

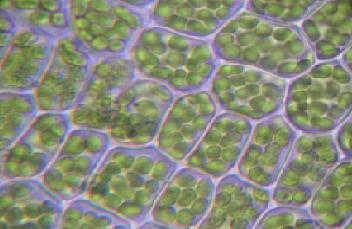
Células vegetales (rodeadas por paredes de color violeta) y en su interior cloroplastos, estructuras en las que tiene lugar la fotosíntesis.

La fotosíntesis es la síntesis de glucosa a partir de energía solar, dióxido de carbono (CO2) y agua (H2O), con oxígeno como producto de desecho. Ese proceso utiliza el ATP y el NADPH producido por los centros de reacción fotosintéticos para convertir el CO2 en 3-fosfoglicerato, que puede ser convertido en glucosa. Esa reacción de fijación del CO2 es llevada a cabo por la enzima RuBisCO (ribulosa 1, 5 bifosfato carboxilasa-oxigenasa) como parte del ciclo de Calvin.<refNone>Miziorko H. y Lorimer G., "Ribulose-1, 5-bisphosphate carboxylase-oxygenase", Annu Rev Biochem 1983, 52: 507-535. PMID 6351728.</ref> Se dan tres tipos de fotosíntesis en las plantas: fijación del carbono C3, fijación del carbono C4 y fotosíntesis CAM (siglas de la expresión inglesa Crassulacean acidic metabolism). Esos tipos difieren en la vía que sigue el CO2 en el ciclo de Calvin, con plantas C3 que fijan el CO2 directamente mientras que las fotosíntesis C4 y CAM incorporan el CO2 primero en otros compuestos como adaptaciones para soportar la luz solar intensa y las condiciones secas.
En las procariotas fotosintéticas los mecanismos de la fijación son más diversos. El CO2 puede ser fijado por el ciclo de Calvin y también por el ciclo de Krebs inverso o la carboxilación de la acetil-CoA. Los quimioautótrofos también pueden fijar el CO2 mediante el ciclo de Calvin, pero utilizan la energía de compuestos inorgánicos para llevar a cabo la reacción.

### Carbohidratos
En el anabolismo de los carbohidratos se pueden sintetizar ácidos orgánicos simples desde monosacáridos como la glucosa y luego en polisacáridos como el almidón. La generación de glucosa a partir de compuestos como el piruvato, el ácido láctico, el glicerol y los aminoácidos se denomina gluconeogénesis. La gluconeogénesis transforma piruvato en glucosa-6-fosfato a través de una serie de intermediarios, muchos de los cuales son compartidos con la glucólisis. Sin embargo, esa ruta no es simplemente la inversa de la glucólisis, puesto que varias etapas son catalizadas por enzimas no glucolíticas, un hecho importante a la hora de evitar que ambas rutas estén activas a la vez y den lugar a un ciclo fútil.
Una vez que se han biosintetizado los monómeros (por ejemplo, la glucosa) se pueden sintetizar los polímeros mediante rutas de polimerización (por ejemplo, la glucogénesis).
A pesar de que la grasa es una forma común de almacenamiento de energía, en los vertebrados como los humanos los ácidos grasos no pueden ser transformados en glucosa por gluconeogénesis porque esos organismos no pueden convertir acetil-CoA en piruvato. Como resultado, tras un tiempo de inanición los vertebrados necesitan producir cuerpos cetónicos a partir de los ácidos grasos para reemplazar la glucosa en tejidos como el cerebro, que no pueden metabolizar ácidos grasos. En otros organismos, por ejemplo las plantas y las bacterias, ese problema metabólico se soluciona mediante la utilización del ciclo del glioxilato, que sobrepasa la descarboxilación en el ciclo de Krebs y permite la transformación de acetil-CoA en ácido oxalacético, el que puede ser utilizado en la síntesis de glucosa.
Los polisacáridos y los glucanos son sintetizados por medio de una adición secuencial de monosacáridos llevada a cabo por glucosil-transferasas de un donador reactivo azúcar-fosfato a un aceptor como el grupo hidroxilo en el polisacárido que se sintetiza. Como cualquiera de los grupos hidroxilo del anillo de la sustancia puede ser aceptor, los polisacáridos producidos pueden tener estructuras ramificadas o lineales. Esos polisacáridos producidos pueden tener funciones metabólicas o estructurales por sí mismos o también pueden ser transferidos a lípidos y proteínas por medio de enzimas.

### Ácidos grasos, isoprenoides y esteroides

Versión simplificada de la síntesis de esteroides con los intermediarios de IPP (isopentenil pirofosfato), DMAPP (dimetilalil pirofosfato), GPP (geranil pirofosfato) y escualeno. Algunos se omiten para mayor claridad.

Los ácidos grasos se sintetizan a partir de la polimerización y la reducción de unidades de acetil-CoA y sus cadenas acilo se extienden a través de un ciclo de reacciones que agregan el grupo acetilo, lo reducen a alcohol, lo deshidratan a un grupo alqueno y luego lo vuelven a reducir a un grupo alcano. Las enzimas de la síntesis de ácidos grasos se dividen en dos grupos: en los animales y los hongos las reacciones de la síntesis son llevadas a cabo por una sola proteína multifuncional de tipo I mientras que en los plástidos de las plantas y en las bacterias son las enzimas de tipo II por separado las que llevan a cabo cada etapa de la ruta.
Los terpenos y los isoprenoides son clases de lípidos que incluyen carotenoides y forman la familia más amplia de productos naturales de las plantas. Esos compuestos son sintetizados por la unión y modificación de unidades de isopreno donadas por los precursores reactivos pirofosfato de isopentenilo y pirofosfato de dimetilalilo. Los precursores pueden ser sintetizados de diversos modos. Por ejemplo, en los animales y las arqueas se sintetizan a partir de acetil-CoA, en una ruta metabólica conocida como vía del mevalonato mientras que en las plantas y las bacterias la síntesis se realiza a partir de piruvato y gliceraldehído 3-fosfato como sustratos, en una vía conocida como vía del metileritritol fosfato. Una reacción que usa esos donadores isoprénicos activados es la biosíntesis de esteroides. En ese caso, las unidades de isoprenoides forman uniones covalentes para generar escualeno, que se pliega para formar una serie de anillos que dan lugar a una molécula denominada lanosterol. Luego el lanosterol puede ser transformado en esteroides como el colesterol.

### Proteínas
Los organismos difieren en su capacidad para sintetizar los veinte aminoácidos conocidos. Las bacterias y las plantas pueden sintetizar los veinte, pero los mamíferos solo pueden sintetizar los diez aminoácidos no esenciales. Por ende, los aminoácidos esenciales deben ser obtenidos del alimento. Todos los aminoácidos son sintetizados por intermediarios en la glucólisis y el ciclo de Krebs. El nitrógeno es obtenido por el ácido glutámico y la glutamina. La síntesis de aminoácidos depende de la formación apropiada del ácido alfa-ceto, que luego es transaminado para formar un aminoácido.
Los aminoácidos se sintetizan en proteínas al ser unidos en una cadena por enlaces peptídicos. Cada proteína posee una secuencia única e irrepetible de aminoácidos, la que se conoce como su estructura primaria. Los aminoácidos pueden formar una gran variedad de proteínas según la secuencia presente en la proteína. Las proteínas están constituidas por aminoácidos que han sido activados por la adición de un ARNt a través de un enlace éster.<refNone>Ibba M. y Söll D., "The renaissance of aminoacyl-tRNA synthesis", EMBO Rep 2001, 2 (5): 382-387. PMID 11375928.</ref> Entonces, el aminoacil-ARNt es un sustrato para el ribosoma, que va añadiendo los residuos de aminoácidos a la cadena proteica sobre la base de la secuencia de información que va leyendo el ribosoma en una molécula de ARN mensajero.

### Síntesis de nucleótidos
Los nucleótidos se sintetizan a partir de aminoácidos, dióxido de carbono y ácido fórmico en rutas que requieren una cantidad mayor de energía metabólica. En consecuencia, casi todos los organismos poseen un sistema eficiente para resguardar los nucleótidos preformados. Las purinas se sintetizan como nucleósidos (bases unidas a ribosa). Tanto la adenina como la guanina son sintetizadas a partir de un precursor nucleósido, la inosina monofosfato, que se sintetiza a partir de átomos de los aminoácidos glicina, glutamina y ácido aspártico; lo mismo puede decirse del HCOO−, que es transferido desde la coenzima tetrahidrofolato. Las pirimidinas, en cambio, se sintetizan a partir del ácido orótico, que a su vez es sintetizado a partir de la glutamina y el aspartato.

### Biosíntesis de metabolitos secundarios
La serie de procesos metabólicos implicados en las funciones vitales de los organismos se denomina metabolismo primario. Por otro lado, existe un conjunto de reacciones bioquímicas que conforman el denominado metabolismo secundario, el que se produce de forma paralela al metabolismo primario. Los compuestos orgánicos producidos (metabolitos secundarios) no desempeñan un papel directo en el crecimiento o la reproducción de los seres vivos, sino que cumplen funciones complementarias de las vitales entre las que figuran comunicación intraespecífica e interespecífica (como en el caso de los pigmentos aposemáticos y los aleloquímicos), protección contra condiciones de estrés ambiental ( como radiación, congelación, sequía y estrés salino) y ataque de depredadores, patógenos o parásitos (como en el caso de fitotoxinas, antibióticos y fitoalexinas). Las principales rutas metabólicas secundarias son las rutas del mevalonato y 5-fosfono-1-desoxi-D-xilulosa, la ruta del acetato-malonato, la ruta del ácido shikímico y las rutas secundarias de aminoácidos.

## Xenobióticos y metabolismo reductor
Todos los organismos se encuentran expuestos de manera constante a compuestos y elementos químicos que no pueden utilizar como alimento y que serían dañinos si se acumularan en sus células porque no tendrían una función metabólica. Esos compuestos potencialmente dañinos se llaman xenobióticos.<refNone>Testa B. y Krämer S., "The biochemistry of drug metabolism—an introduction: part 1. Principles and overview", Chem Biodivers 2006, 3 (10): 1053-1101. PMID 17193224.</ref> Los xenobióticos como las drogas sintéticas, los venenos naturales y los antibióticos son detoxificados por un conjunto de enzimas xenobióticas-metabolizadoras que en los seres humanos incluyen las citocromo oxidasas P450, las UDP-glucuroniltransferasas y las glutatión-S-transferasas.

Ese sistema de enzimas actúa en tres etapas. En primer lugar, oxida los xenobióticos (fase I) y luego conjuga grupos solubles al agua en la molécula (fase II). El xenobiótico modificado puede ser extraído de la célula por exocitosis y, en organismos pluricelulares, puede ser más metabolizado antes de ser excretado (fase III). En ecología esas reacciones son particularmente importantes por la biodegradación microbiana de agentes contaminantes y la biorremediación de tierras contaminadas. Muchas de esas reacciones microbióticas son compartidas con organismos pluricelulares, pero debido a su mayor biodiversidad los microbios son capaces de tratar con un espectro de xenobióticos más amplio que el que pueden manejar los organismos pluricelulares; los microbios pueden llegar a degradar incluso agentes contaminantes como los compuestos organoclorados.
Un problema relacionado con los organismos aerobios es el estrés oxidativo. Sin embargo, una bacteria estresada podría ser más efectiva para la degradación de esos contaminantes.
Los procesos como la fosforilación oxidativa y la formación de enlaces disulfuro durante el plegamiento de proteínas producen especies reactivas del oxígeno como el peróxido de hidrógeno. Esos oxidantes lesivos son neutralizados por metabolitos antioxidantes como el glutatión y por enzimas como las catalasas y las peroxidasas.
Un ejemplo de metabolismo xenobiótico es la depuración de los fármacos por el hígado, como puede verse en el diagrama adjunto.

## Homeostasis: regulación y control
Dado que el ambiente de los organismos cambia constantemente, las reacciones metabólicas son reguladas para mantener un conjunto de condiciones en la célula, un estado denominado homeostasis. Esa regulación permite que los organismos respondan a estímulos e interaccionen con el ambiente. Para entender cómo es el control de las vías metabólicas existen dos conceptos vinculados. En primer lugar, la regulación de una enzima en una ruta es cómo incrementa o disminuye su actividad en respuesta a señales o estímulos. En segundo lugar, el control llevado a cabo por esa enzima viene dado por los efectos que ejercen esos cambios de su actividad sobre la velocidad de la ruta (el flujo de la ruta). Por ejemplo, una enzima muestra cambios en su actividad, pero si esos cambios ejercen un efecto mínimo sobre el flujo de la ruta metabólica, entonces esa enzima no se relaciona con el control de la ruta.

Esquema de un receptor celular.
E: espacio extracelular.
P: membrana plasmática.
I: espacio intracelular.

Existen múltiples niveles para regular el metabolismo. En la regulación intrínseca, la ruta metabólica se autorregula para responder a cambios en los niveles de sustratos o productos; por ejemplo, una disminución en la cantidad de productos puede incrementar el flujo en la ruta para compensarla. Ese tipo de regulación suele implicar una regulación alostérica de las actividades de las distintas enzimas en la ruta. En el control extrínseco una célula de un organismo pluricelular cambia su metabolismo en respuesta a señales de otras células. Esas señales por lo general son enviadas en forma de mensajeros como las hormonas y los factores de crecimiento, que son detectados por receptores celulares específicos en la superficie de la célula. Esas señales son transmitidas hacia el interior celular mediante mensajeros secundarios que generalmente involucran la fosforilación de proteínas.
Un ejemplo de control extrínseco es la regulación del metabolismo de la glucosa mediante la hormona denominada insulina. La insulina es producida como consecuencia de un aumento de la concentración de azúcar en la sangre. La unión de esa hormona a sus receptores activa una cascada de proteín-cinasas que estimulan la absorción de glucosa por la célula para transformarla en moléculas de almacenamiento como los ácidos grasos y el glucógeno. El metabolismo del glucógeno es controlado por la actividad de la glucógeno fosforilasa, enzima que degrada el glucógeno, y la glucógeno sintasa, enzima que lo sintetiza. Esas enzimas son reguladas de un modo recíproco: la fosforilación inhibe a la glucógeno sintetasa, pero a su vez activa a la glucógeno fosforilasa. La insulina induce la síntesis de glucógeno al activar fosfatasas y producir una disminución en la fosforilación de esas enzimas.

## Termodinámica de los organismos vivos
Los organismos vivos deben respetar las leyes de la termodinámica. La segunda ley de la termodinámica establece que en cualquier sistema cerrado la cantidad de entropía tenderá a incrementarse. A pesar de que la complejidad de los organismos vivos contradice esa ley, la vida es posible porque todos los organismos vivos son sistemas abiertos que intercambian materia y energía con sus alrededores. Por ende, los sistemas vivos no se encuentran en equilibrio estable y permanente, sino en lo que puede denominarse un «equilibrio estacionario»: son sistemas de disipación que mantienen su estado de complejidad porque provocan incrementos mayores en la entropía de sus alrededores. El metabolismo de una célula logra esto mediante la relación entre los procesos espontáneos del catabolismo y los procesos no espontáneos del anabolismo. En términos termodinámicos, el metabolismo mantiene el orden al crear un desorden.

## Tasa metabólica
En fisiología comparada y ambiental la velocidad a la que el organismo transfiere energía química en calor y trabajo externo se denomina tasa metabólica.
La tasa metabólica, esto es la tasa a la cual los organismos consumen, transforman y gastan energía y materia, se considera la tasa biológica fundamental. En los organismos heterótrofos, que obtienen energía oxidando compuestos de carbono, la tasa metabólica es igual a la tasa respiratoria. Esa tasa se describe por medio de la reacción: CH2O + 1O2 → energía + 1CO2 + 1H2O. En cambio, en un autótrofo, como la reacción durante la fotosíntesis tiene lugar en sentido opuesto, utilizando energía solar para fijar carbono, la tasa metabólica es igual a la tasa fotosintética.

### Tasa metabólica basal, estándar y de campo
En los endotermos, animales que generan su propio calor corporal, la temperatura del cuerpo está controlada por la tasa metabólica y es independiente de la temperatura ambiental. En esos organismos existe un intervalo de temperatura ambiental, la zona termoneutral, en la cual la tasa metabólica no varía con la temperatura ambiente. Los límites superior e inferior de ese intervalo se denominan temperatura crítica superior (Tcs) e inferior (Tci), respectivamente. El metabolismo aumenta cuando la temperatura ambiente desciende por debajo de la temperatura crítica inferior o cuando la temperatura ambiente aumenta por encima de la temperatura crítica superior.
En los animales endotermos se denomina tasa metabólica basal (TMB) a la tasa de consumo de energía durante la etapa posabsortiva, en la zona de termoneutralidad, durante el período normal de inactividad de los individuos adultos no reproductivos.
Por el contrario, la temperatura corporal de los animales ectotermos depende de la temperatura ambiental y, en consecuencia, la temperatura ambiental también afecta la tasa metabólica. Se puede considerar que en esos animales la tasa metabólica se incrementa exponencialmente con la temperatura. A diferencia de la temperatura metabólica basal de los endotermos, que puede estimarse dentro de un intervalo de temperatura ambiente, la tasa metabólica mínima de un ectotermo debe determinarse a una temperatura específica. La tasa metabólica de un ectotermo en reposo, no estresado, en ayunas y a una temperatura corporal dada se denomina tasa metabólica estándar (TME).
La tasa metabólica de campo (TMC), tasa promedio de utilización de energía del animal durante la realización de las actividades normales, que pueden abarcar desde la inactividad completa de los períodos de reposo hasta los ejercicios máximos, es la que mejor describe la tasa metabólica de un animal en la naturaleza.

### En español
Información general
- En MedlinePlus hay más información sobre Metabolismo
- Monografías de metabolismo.
- Cómo calcular la Tasa Metabólica Basal (TMB).

Glosarios
- Glosario de términos bioquímicos.

### En inglés
Human metabolism (Metabolismo humano).
- Topics in Medical Biochemistry – Temas en la Bioquímica Medicinal.
- The Medical Biochemistry Page Archivado el 30 de diciembre de 2010 en Wayback Machine. – La Página de Medicina Bioquímica.

- Datos: Q1057
- Multimedia: Metabolism / Q1057